# Metropolia Matki Bożej w Moskwie
Metropolia Matki Bożej w Moskwie – jedyna metropolia Kościoła rzymskokatolickiego w Rosji. Składa się z metropolitalnej archidiecezji Matki Bożej w Moskwie, 3 diecezji: Świętego Klemensa w Saratowie, Świętego Józefa w Irkucku i Przemienienia Pańskiego w Nowosybirsku, oraz prefektura apostolska Jużno-Sachalińska. 
W skład metropolii wchodzą obecnie:
- archidiecezja Matki Bożej w Moskwie
  - diecezja Świętego Klemensa w Saratowie
  - diecezja Świętego Józefa w Irkucku
  - diecezja Przemienienia Pańskiego w Nowosybirsku
    - Prefektura apostolska Jużno-Sachalińska